# Roger Karoutchi
Roger Karoutchi (1951. augusztus 26. –) francia politikus, a parlamenti ügyekért felelős miniszter (2007–2009).

## Élete
Karoutchi 1951-ben született Casablancában szefárd családban. Egyetemi diplomáját az Institut d'études politiques d'Aix-en-Provence-on szerezte. 1975 és 1985 között történelemtanárként dolgozott, először Goussainville-ban, majd Párizsban.
Politizálni 16 éves korában kezdett. 1981 és 1986 között a Tömörülés a Köztársaságért (RPR – Rassemblement pour la République) képviselője volt. Ez alatt az idő alatt kezdett el Philippe Séguin szociális és munkaügyi miniszter irodájában dolgozni, később kabinetfőnöke lett.
1997 és 1999 között európai parlamenti képviselő volt, 1999 és 2007 között a francia szenátus tagja volt Hauts-de-Seine képviseletében.
A 2007-es elnökválasztás során komoly szerepet játszott Nicolas Sarkozy kampányában, Sarkozy megválasztás után miniszteri tisztséget kapott François Fillon kormányában.
2009 januárjában – francia kormánytagok közül első ízben – nyilvánosan vállalta homoszexualitását.